# Tomo (plaats)
Tomo is een bestuurslaag in het regentschap Sumedang van de provincie West-Java, Indonesië. Tomo telt 3727 inwoners (volkstelling 2010).